# Igelkottsulk
Igelkottsulk (Dibranchus erinaceus) är en fiskart som först beskrevs av Garman, 1899.  Igelkottsulk ingår i släktet Dibranchus och familjen Ogcocephalidae. Inga underarter finns listade i Catalogue of Life.